# Hardcore Superstar (album)
Hardcore Superstar (album) – piąty album wypuszczony w listopadzie 2005 roku przez hardrockowy zespół Hardcore Superstar

## Lista utworów
1. Kick On The Upperclass
2. Bag On Your Head
3. Last Forever
4. She's Offbeat
5. We Don't Celebrate Sundays
6. Hateful
7. Wild Boys
8. My Good Reputation
9. Cry Your Eyes Out
10. Simple Man
11. Blood On Me
12. Standin' On The Verge